# Kecamatan Dolok Pardamean
Kecamatan Dolok Pardamean är ett distrikt i Indonesien.   Det ligger i provinsen Sumatera Utara, i den västra delen av landet, 1 300 km nordväst om huvudstaden Jakarta.